# Bălaia, Bihor
Bălaia este un sat în comuna Tileagd din județul Bihor, Crișana, România. 
.
Diversitatea religioasă este foarte mare, majoritari fiind ortodocșii, dar existând și alte culturi religioase, precum baptiști, penticostali și adventiști.

Localitatea se află într-o depresiune a dealurilor de vest (dealurile Oradiei) și este traversată de pârâul Arin.Satul Bălaia este așezat pe un teren deluros la poalele munților Plopișului, marginalizat din totdeauna, datorită locului așezării geografice pe care îl are. A fost atestat documentar de către Cancelariile maghiare în anul 1622 sub denumirea „Kabalașpatak", care în traducere înseamnă „Gârla amețită". Moșia pe care a fost așezat era proprietatea Familiei Telegdi. Se găsește la o distanță de circa 25 km de Gara C.F.R. Tileagd și are drumuri modernizate în prezent.
Conform Evidenței Serviciului de Cadastru Oradea, are o suprafață totală de 1047 ha pământ din care 699 ha arabil, 76 ha fânețe, 98 ha pășune, 94 ha lunci cu pomi fructiferi și cu viță de vie 42 ha cu pădure și 67 ha pământ accidentat neproductiv. De remarcat faptul că în pădurea bălăienilor vegetează pe scară largă arbori care produc castane comestibile. Asemenea pomi fructiferi se mai găsesc pe raza județului Bihor numai în arealul localității Dobrești - zona Beiușului, cunoscută și pentru zăcămintele de Bauxită care s-au găsit aici. Se mai precizează că Bălaia ca și Tilecușul, nu are nici un pârâu cu apă curgătoare permanentă.
Bălaia apare în primele documente de arhivă în anul 1712, document din care rezultă că era compusă numai din 6 familii. în anul 1713 apare cu 17 familii,
având în posesie 26 de boi, 34 de vaci, un cal, 34 porci, 12 oi și unsprezece capre. Tot din același document reiese că erau 17 iobagi pe moșia familiei Telegdi. Nu rezultă din document dacă au mai fost și alte persoane. In anul 1719, satul Bălaia mai este evidențiat cu 10 iobagi, 6 boi, 9 vaci, 6 cai și 8 porci. Peste 66 de ani, adică în anul 1785 se arată că în Bălaia au fost 74 de case cu 82 de familii, 361 persoane de religie ortodoxă. Aproximativ în jurul anului 1800, bălăienii și-au construit biserica lor ortodoxă, din pământ bătut. In limbajul lor cotidian, bălăienii își cunoșteau așezarea lor de la începuturi sub următoarele denumiri: Ulița de pe deal, unde este amplasată și biserica, Ulița de pe vale, Ulița de pe cionc și Ulița Țumandului, unde se află Școala elementară, compusă din două săli de clasă și locuința directorului Școli, compusă din 3 camere, bucătărie și cămară de alimente. Aceste denumiri ale localității au rămas până în prezent.
In perioada anilor 1935-1938, prin forma de organizare a teritoriilor țării, Bălaia a primit titlul de Comună, perioada în care s-a construit o clădire pentru primărie și pentru Notariat. Ulterior această clădire a fost și este utilizată pentru săli de învățământ, spațiul școlii mai vechi fiind insuficient pentru numărul de copii ajunși la vârsta școlară.Din alte surse de informare am aflat că școala cu limbă de predare română a funcționat în Bălaia începând cu anul 1892, învățătorii fiind plătiți din subvențiile locuitorilor până în anul 1919 1920 când învățământul a fost preluat de către Statul Român. Cu toate acestea, foarte puțini intelectuali s-au ridicat din Bălaia, în comparație cu Tilecușul, ambele sate având un număr de populație foarte apropiat și aceleași condiții pedoclimatice.
Populația satului Bălaia, dealungul veacurilor s-a ocupat cu agricultura, creșterea animalelor, pomicultura și viticultura, trăind cu mentalitatea din generație în generație, că odrasele lor să rămână lângă părinți, ca să le fie de ajutor la bătrânețe, păstrându-și obiceiurile avute din moși strămoși, precum și folclorul local.
Incepând cu toamna anului 1940, Dictatul de la Viena le-au tulburat profund liniștea în care își duceau viața. Ocuparea Ardealului de Nord de către administrația Ungariei s-a făcut simțită și în marginalizatul sat Bălaia. La data aplicării acestui Diktat. Bălaia avea 209 gospodării și o populație de 977 persoane din care 975 erau români ortodoxi și doi maghiari, unul fiind medicul chirurg Krizsâr Zoltân, cel mai mare moșier din localitate și fratele său.
In scurt timp de la sosirea trupelor hortiste de ocupație, preotul Nicolae Baciu, care în același timp era și învățător la școala elementară din Bălaia, a fost arestat,
agresat fizic, batjocorit și apoi expulzat în România, jefuindu-i toate bunurile materiale adunate de o viață. In perioada 1940-1944, deși nu era în Bălaia nici un copil maghiar de vârstă școalră, cursurile de învățământ au fost ținute numai în limba maghiară, cu profesori aduși din Anyaorszag, care nu cunoșteau nici un cuvânt din limba română, ca să poată comunica cu elevii.
Preotul Nicolae Baciu, după expulzarea în România s-a stabilit la Timișoara cu familia compusă din 7 persoane. Când s-a reîntors la domiciliu în anul 1945 și-a găsit toată gospodăria distrusă de către vandali. Aceste fapte parcă nu erau de ajuns pentru Regimul comunist care s-a instalat la putere în anul 1946. Adevărul este că preotul Nicolae Baciu, fiu de țăran harnic din Tilecuș, prin moștenire genetică a fost un bun gospodar, prin muncă cinstită a reușit să-și înjghebeze o gospodărie frumoasă. Mult „luminoasele minți bolnăvicioase" ale activiștilor Partidului l-au declarat chiabur, categorisire în urmă căreia au avut de suferit atât persoana sa cât și cei 5 copii ai săi, care au fost stigmatizați și obstrucționați din punct de vedere ale drepturilor civile, având numai „VINA" de a se fi născut dintr-o familie de creștini cu înalte valori morale. Să-i nominalizăm pe, cei 5 fii de preot și să le urmărim evoluția vieții prin hățișurile regimului comunist de tristă amintire.
1.	Aurelia Baciu, născută în anul 1921, a reușit ca să termine studiile gimnaziale. Copii de preoți nu aveau acces la Institutele de învățământ superior, numai la Institutul de Mine Petroșani. Aurelia a lucrat o perioadă de timp în calitate de profesor suplinitor la Școala din Bălaia. S-a căsătorit cu avocatul Malița, originar din satul Săbolciu. A dat naștere la 3 copii, după care a rămas casnică. Datorită circumstanțelor în care se aflau, toți cei trei copii au urmat conservatorul. Unul dintre ei a părăsit țara și s-a stabilit în Statele Unite ale Americei.
2.	Ovidiu Baciu, născut în anul 1922, a urmat Liceul Industrial din Timișoara și după absolvire a lucrat în calitate de tehnician în Timișoara, Cluj și Oradea. A decedat în anul 2002.
3.	Georgina Baciu, născută în anul 1927, a avut șansa de a urma Institutul Politehnic din Timișoara și a lucrat la Institutul Politehnic Cluj. Aici s-a căsătorit cu inginerul profesor universitar Vasile Ilea care a decedat în anul 1997. Din această căsătorie au rezultat 2 copii. Primul a devenit inginer cu două doctorate. Primul, examen de doctorat 1-a luat în România iar al doilea în Franța la Lyon. Al doilea băiat și-a luat doctoratul în domeniul Matematicei și lucrează la Institutul Politehnic din Cluj.
4.	Minerva Baciu, a urmat Școala Pedagogică, s-a căsătorit cu Inginerul Dumitru Copăceanu din Sacadat, care a lucrat la întreprinderi de contrucții din Oradea. Acesta a fost ridicat de la domiciliu de către organele securității, fără nici
o explicație, arestat în calitate de deținut politic și plimbat timp de 4 ani și jumătate, la 3 din cele mai grele închisori ale gulagului românesc, fără a avea vre-un proces penal sau hotărâre judecătorească. Și culmea!! după 4 ani și jumătate de detenție, când a fost eliberat, călăul care 1-a torturat, l-au mai întrebat pentru ce a fost deținut fără proces. După eliberarea lui, au încercat ca să-1 racoleze ca informator al securității. Bineînțeles că nu a acceptat. Umbra caracatiței roșii cu stea în frunte 1-a urmărit mulți ani din viață, neputând ca să ocupe un loc de muncă corespunzător pregătirei sale profesionale. Pentru a putea fi urmărit mai îndeaproape i s-a oferit „favoarea" ca să lucreze pe post de șef echipă și supraveghetor de lucrări tehnice la Secția de drumuri și poduri Oradea. Acestea erau metodele aparatului represiv ale regimului comunist, față de oamenii care le cădeau în disgrație, cu motiv sau fără motiv întemeiat. Prin aceste metode au distrus toate valorile morale ale neamului românesc, în perioada așa zisă „Lupta de clasă". Când a reușit să se desprindă din tentaculele caracatiței despre care am mai amintit, inginerul Dumitru Copăceanu a ocupat un post de profesor la Liceul de Construcții, de unde a ieșit la pensie, marcat pentru toată viața din cauza supliciului fizic și moral care i s-a aplicat, fără a se fi făcut vinovat de ceva care să fi adus un afront statului Comunist român. In prezent (anul 2004) are vârsta de 84 ani și este paralizat, neputând face nici doi pași fără ajutorul cuiva. Cei doi copii ai acestei familii „vinovată fără vină", în mintea bolnăvicioasă a casapilor regimului comunist, au întâmpinat mari greutăți în procesul de învățământ, neputând intra în drepturile lor civile, la nivelul capacității lor intelectuale. Purtau un stigmat strigător la cer de nedrept.
5. Miron Baciu, al cincilea și ultimul copil a preotului din Bălaia, născut în anul 1931, la vârsta de 16 ani, elev fiind în clasa a IV-a la Liceul Emanuil Gojdu Oradea, a fost ridicat de securitate în luna iunie 1948, acuzat de tăinuire și subminare a Statului. A fost condamnat la închisoare de către Tribunalul Militar din Cluj în ziua de 24 martie 1949. A avut totuși norocul, dacă acesta se poate numi noroc, ca după ispășirea pedepsei - nemeritată - să-și continue studiile, absolvind Institutul de Zootehnie. A lucrat apoi pe postul de inginer la Fabrica de unt din Șimleul Silvaniei unde și-a găsit jumătatea. S-a căsătorit, s-a transferat cu serviciul la Fabrica de unt Sibiu unde s-a stabilit definitiv. Din căsătorie i-a rezultat un singur copil, Călin, cu care, culmea!!! se repetă istoria în familie. La vârsta de 18 ani a fost condamnat politic, la doi ani și jumătate de închisoare, acuzat de același delict ca și tatăl său odinioară. Ca toți ceilalți foști condamnați politic, după ispășirea pedepsei, a întâmpinat mari greutăți la continuarea studiilor. A fost bine inspirat și a făcut un memoriu documentat, cu care a reușit să ajungă în audiență la Generalul Mociulski, de unde a primit „undă verde" pentru a-și putea continua studiile. A urmat Facultatea de Construcții obținând diploma de
Inginer constructor. S-a căsătorit cu o doctoriță și scârbit fiind de toate cele ce se petrecea în societatea comunistă cu intelectualii români, au plecat în Canada.
După ce am relatat cu lux de amănunte despre „Crucea" ce i-a fost dat ca să o ducă preotul Nicolae Baciu din Bălaia și descendenții săi, evenimente triste care astăzi au devenit Istorie pentru generațiile viitoare am să prezint date și fapte din viața locuitorilor din Bălaia, extrase din documente de arhivă, atât de la Muzeul Țării Crișurilor cât mai ales de la Arhivele Statului Filiala Oradea.
Deci, am să continuu cu prezentarea evoluției demografice ale populației Bălăiene. Voi începe cu o mică observație. Deși a fost atestată documentar de către Cancelariile vremii ca existând din anul 1622, abia în anul 1712 apare cu 6 familii. în anul 1713 cu 17 familii, amănunte care le-am mai semnalat în capitolul „evenimente istorice" cu mai multe detalii.
Scăderea numărului populației în anul 1880 față de cel existent în anul 1870, se explică prin faptul că în anul 1870 a avut loc epidemiei de Holeră, boală fără leac în perioada respectivă, care a secerat 131 de vieți din localitatea Bălaia. Același dezastru s-a petrecut în toate localitățile Bihorene la vremea respectivă.
Despre viața spirituală a populației din Bălaia, se poate spune că în ultimii ani a apărut un adevărat mozaic de credințe religioase în cadrul unui număr relativ mic de locuitori.
Din documentele de arhivă consultate am aflat că aproximativ prin anul 1800 și-au construit o biserică din pământ bătut, existând 856 de credincioși ortodoxi, 6 reformați și 30 de alte religii. Atât în Bălaia cât și în celelalte sate Bihorene, credincioșii ortodoxi români au păstrat toate datinele și obiceiurile strămoșești privind sărbătorile religioase de peste an, până la declanșarea celui de al doilea război mondial. Preotul Nicolae Buciu și soția sa Irina - învățătoarea, începând cu anul 1920, au fost singurii intelectuali în localitate, răspânditori de lumină și cultură religioasă în mijlocul locuitorilor bălăieni. In toamna anului 1940, această familie dotată cu valori morale și spirituale, a fost înlăturată de la catedră și altarul bisericesc de către armata de ocupație hortistă și expulzați în România.
Câte ceva despre învățământ
In localitatea Bălaia a funcționat cu limbă de predare română începând cu anul 1892, învățătorii fiind plătiți de către săteni până în anul 1920/1921 când s-a introdus învățământul de Stat. Cu tot acest proces timpuriu de învățământ în limba română, în perioada stăpânirii teritoriului de către regimul Austro-Ungar, un număr foarte redus de intelectuali s-au ridicat din Bălaia timp de un Secol (1900-2002).
Să-i nominalizăm pe acei despre a căror existență am aflat:
1.	Bondar Constantin, a urmat studii superioare Econom. Căzut pe front.
2.	Baciu Aurelia, Studii gimnaziale, a lucrat ca profesor suplinitor.
3.	Baciu Ovidiu, a urmat Liceul Industrial și a lucrat ca Tehnician.
4.	Baciu Georgina, a urmat Instit. Politehnic în Timișoara, a lucrat la Cluj.
5.	Baciu Minerva, a urmat școala pedagogică.
6.	Baciu Miron, Institutul de Zootehnie, cu titlul de inginer.
7.	Copăceanu Minerva, Școala normală, a lucrat ca profesor.
8.	Hanciu Ioan - fost notar comunal - emigrat în Australia.
9.	Manea Florian, Școala normală, a lucrat ca învățător în Corn. Saca-Beiuș.
10.	Mutiu Vasile, Institutul Pedagogic, profesor limbă franceză.
11.	Mascaș Ioan, studii superioare economice.
12.	Negruț Nicolae, Facultatea de Științe juridice.
13.	NegruțFlorian, Facultatea de Științe Economice.
14.	Negruț Ioan, Liceul Teoretic.
15.	Sărac Traian, Institutul Politehnic.
16.	Sărac Gheorghe, Facultatea de Psihologie.
In prezent, anul 2025, satul Bălaia deține  o singura clădire destinata învățământului școlar ( grădiniță - clasa VIII) dotată cu echipamente performante, 4 biserici, un cămin cultural (fosta școală primară), doua parcuri pentru copii, o c
Str și o sală de evenimente.zile satului sunt asfaltate, iar legătura dintre sat și comună fiind facil realizată printr-un drum asfaltat. 